# Oh Eui-shik
Oh Eui-shik (Hangul: 오의식) es un actor de televisión, musicales y teatro surcoreano.

## Primeros años
Tiene un hermano menor llamado Oh In-ha (오인하) quien es un actor teatral.
Está casado y la pareja tiene una hija Oh Seon-yul.

## Carrera
Es miembro de la agencia Snowball Entertainment (스노우볼 엔터테인먼트).
En marzo de 2016 se unió al elenco recurrente de la serie Pied Piper donde dio vida al sargento de la policía Choi Sung-beom, un experto forense digital. En noviembre del mismo año se unió al elenco recurrente de la serie Weightlifting Fairy Kim Bok-joo donde interpretó a Bang Woon-ki, el capitán del equipo de halterofilia.
En mayo de 2017 se unió al elenco recurrente de la serie Circle donde dio vida a Lee Dong-soo, un experto hacker al que Kim Joon-hyuk (Kim Kang-woo) suele reclutar durante las investigaciones. El actor Jung Joon-won interpretó a Dong-soo de pequeño.El 23 de mayo del mismo año apareció por primera vez como invitado en la serie Fight for My Way donde interpretó al señor Oh, el mánager de Go Dong-man (Park Seo-joon). En septiembre del mismo año se unió al elenco recurrente de la serie While You Were Sleeping donde dio vida a Bong Doo-hyun, un reportero de la "SBC" y compañero de trabajo de Nam Hong-joo (Suzy). En noviembre del mismo año se unió al elenco recurrente de la serie Two Cops donde interpretó a Lee Ho-tae, un detective de la unidad de crímenes violentos.
En mayo de 2018 se unió al elenco recurrente de la serie Wok of Love donde dio vida a Maeng Sam-seon, un chef en formación bajo la tutela de un chef famoso del Hotel Giant que finge ser amigo de Seo Poong (Lee Jun-ho) a quien en realidad ve como un rival. En agosto del mismo año se unió al elenco recurrente de la serie Familiar Wife donde interpretó a Oh Sang-shik, el antiguo compañero de clases y amigo de Cha Joo-hyuk (Ji Sung), quien trabaja en una tienda que vende fideos.
En 2019 apareció en la serie Romance Is a Bonus Book donde dio vida a Hong Dong-min, el exesposo de Kang Dan-i (Lee Na-young). En febrero del mismo año se unió al elenco recurrente de la serie Touch Your Heart donde interpretó a Gong Hyuk-joon, el mánager de Oh Jin-shim (Yoo In-na) desde hace diez años.
En julio de 2019 se unió al elenco recurrente de la serie When the Devil Calls Your Name donde dio vida a Kang Ha, el compañero de casa de Ha Rip (Jung Kyung-ho).
En febrero de 2020 se unió al elenco de la serie Hi Bye, Mama! donde interpretó al psiquiatra Gye Geun-sang, el esposo de Go Hyun-jung (Shin Dong-mi) y mejor amigo de Cho Gang-hwa (Lee Kyu-hyung).En marzo del mismo año se unió al elenco recurrente de la serie I've Returned After One Marriage (también conocida como "Once Again") donde dio vida a Oh Jeong-bong, un compañero de trabajo de Song Joon-sun (Oh Dae-hwan) y doble de acción. En diciembre del mismo año se unió al elenco recurrente de la serie True Beauty donde interpretó a Han Jun-woo, el maestro de literatura de "Saebom High School", hasta el final de la serie el 4 de febrero de 2021.

## Filmografía

### Series de televisión
| Año     | Título                           | Personaje                | Notas                             | Ref.          |
| ------- | -------------------------------- | ------------------------ | --------------------------------- | ------------- |
| 2013    | Blue Tower                       | Soldado                  |                                   |               |
| 2015    | Oh My Ghostess                   | Choi Ji-woong            | 16 episodios                      |               |
| 2015    | Contract Man                     | Choi Do-seok             | Drama Special Season 6, 1 ep.     | [ 12 ]        |
| 2016    | Pied Piper                       | Sgt. Choi Sung-beom      |                                   |               |
| 2016    | Love in the Moonlight            | Park Sung-yeol           |                                   |               |
| 2016-17 | Weightlifting Fairy Kim Bok-joo  | Bang Woon-ki             | 15 episodios                      |               |
| 2017    | Circle                           | Lee Dong-soo (de adulto) | 12 episodios                      |               |
| 2017    | Fight for My Way                 | Mánager Oh               | Aparición especial, dos episodios |               |
| 2017    | While You Were Sleeping          | Bong Doo-hyun            | 24 episodios                      |               |
| 2017-18 | Two Cops                         | Det. Lee Ho-tae          | 32 episodios                      |               |
| 2018    | Wok of Love                      | Maeng Sam-seon           | 30 episodios                      |               |
| 2018    | Are You Human Too?               | Dr. Cha Hyun-jun         |                                   |               |
| 2018    | Familiar Wife                    | Oh Sang-shik             |                                   |               |
| 2018    | My Healing Love                  | Jo-min                   | Aparición especial                |               |
| 2018    | Hymn of Death                    | Hong Hae-sung            | 6 episodios                       |               |
| 2019    | Romance Is a Bonus Book          | Hong Dong-min            |                                   |               |
| 2019    | Touch Your Heart                 | Gong Hyuk-joon           | 16 episodios                      | [ 13 ]        |
| 2019    | When the Devil Calls Your Name   | Kang Ha / Jung In-seok   | 16 episodios                      |               |
| 2020    | Hi Bye, Mama!                    | Gye Geun-sang            | 16 episodios                      | [ 14 ] [ 15 ] |
| 2020    | I've Returned After One Marriage | Oh Jeong-bong            |                                   |               |
| 2020    | My Unfamiliar Family             | Woo-seok                 | Aparición especial, ep. 9         |               |
| 2020-21 | True Beauty                      | Han Jun-woo              | 16 episodios                      | [ 16 ]        |
| 2021    | Joseon Exorcist                  | Ji-gyeom                 | 2 episodios                       |               |
| 2021    | Hometown Cha Cha Cha             | Jung-woo                 | Aparición especial, dos episodios |               |
| 2022    | Shooting Stars                   | -                        | Aparición especial                | [ 17 ]        |
| 2022    | Big Mouse                        | Kim Soon-tae             |                                   | [ 18 ] [ 19 ] |
| 2023    | Curso intensivo de amor          | Nam Jae-woo              |                                   | [ 20 ]        |
| 2023    | El naufragio de una diva         | Bong Du-hyeon            | Episodios 10 y 11                 |               |
| 2024    | Crash                            | Lee Tae-joo              |                                   | [ 21 ] [ 22 ] |
| 2024    | The Judge from Hell              | Choi Won-jung            | Aparición especial, ep. 7-8       | [ 23 ]        |
| 2025    | My Dearest Nemesis               | Moonpa-won 1             | Aparición especial, ep. 1         | [ 24 ] [ 25 ] |
| 2025    | Undercover High School           | Jeong Jae-hyeon          | Aparición especial                | [ 26 ] [ 27 ] |

### Películas
| Año  | Título                         | Personaje         | Notas                                                                                      | Ref.   |
| ---- | ------------------------------ | ----------------- | ------------------------------------------------------------------------------------------ | ------ |
| 2013 | Ice River (얼음강)             | -                 |                                                                                            |        |
| 2014 | Slow Video                     | -                 | Junto a Cha Tae-hyun, Nam Sang-mi, Oh Dal-su, Ko Chang-seok y Jin Kyung                    |        |
| 2014 | Outside (바깥)                 | -                 |                                                                                            |        |
| 2017 | Confidential Assignment        | Lee Dae-pal       | Junto a Hyun Bin, Yoo Hae-jin, Kim Joo-hyuk, Jang Young-nam, Im Yoon-ah y Lee Dong-hwi     |        |
| 2019 | The Odd Family: Zombie On Sale | Oficial Choi      | Junto a Jung Jae-young, Kim Nam-gil, Uhm Ji-won, Lee Soo-kyung, Jung Ga-ram y Park In-hwan |        |
| 2024 | Revolver                       | Fiscal Hong In-gi | Junto a Jeon Do-yeon, Ji Chang-wook y Lim Ji-yeon                                          | [ 28 ] |

### Programas de variedades
| Año  | Evento                   | Notas                |
| ---- | ------------------------ | -------------------- |
| 2018 | Happy Together: Season 4 | (ep. 567) - invitado |

### Programas de radio
| Año         | Evento                 | Cadena      | Notas |
| ----------- | ---------------------- | ----------- | ----- |
| 2016 - 2017 | 조윤희의 볼륨을 높여요 | KBS Cool FM |       |

### Teatro / Musicales
| Año              | Título                                                           | Personaje                    | Notas     |
| ---------------- | ---------------------------------------------------------------- | ---------------------------- | --------- |
| 2020             | 렛미플라이                                                       | -                            | (musical) |
| 2019             | Memory in Dream                                                  | -                            | (teatro)  |
| 2015, 2019       | 뜨거운 여름                                                      | -                            | (teatro)  |
| 2017             | 신인류의 백분토론                                                | 육근철                       | (teatro)  |
| 2016             | 올모스트메인                                                     | East / Lendall / Chad / Dave |           |
| 2015             | 뜨거운여름                                                       | 윤재희                       |           |
| 2015             | Me and Grandfather (나와할아버지)                                | 준희                         | (musical) |
| 2015             | 로기수                                                           | 배철식                       | (musical) |
| 2014, 2015, 2017 | 유도소년                                                         | 이요셉                       | (teatro)  |
| 2014, 2020       | 우리 노래방가서 얘기 좀 할까                                     | 노래방 주인                  | (teatro)  |
| 2014             | 케미스토리                                                       | 윤호랑                       | (teatro)  |
| 2014             | 아가사                                                           | 폴 / 뉴먼                    | (musical) |
| 2014             | We Went To The Karaoke We Talk? (우리 노래방 가서 얘기 좀 할까?) | -                            | (teatro)  |
| 2014             | 두결한장                                                         | 티나                         | (teatro)  |
| 2014             | 가을 반딧불이                                                    | 다모쓰                       | (teatro)  |
| 2013 - 2015      | With Me Grandfather (나와 할아버지)                              | 준희                         | (teatro)  |
| 2013 - 2014      | 올모스트 메인                                                    | Steve / Phill                |           |
| 2013             | 발칙한 로맨스                                                    | 구봉필                       | (teatro)  |
| 2013             | 자리주show                                                       | -                            | (musical) |
| 2013             | 달을 품은 슈퍼맨                                                 | 윤도현                       | (musical) |
| 2012             | 달 콤                                                            | 백인기                       |           |
| 2011 - 2012      | 오디션                                                           | 최준철                       | (musical) |
| 2011             | 넌 가끔 내 생각을 하지, 난 가끔 딴 생각을 해                     | 어린철수 멀티맨              | (musical) |
| 2010             | 술집 - 돌아오지 않는 햄릿                                        | 멀티맨                       |           |
| 2010             | 마법사들                                                         | 박명수                       | (musical) |
| 2010             | 유기농 뮤지컬 총각네 야채가게 2.0                                | 지환                         | (musical) |
| 2010             | 술집                                                             | -                            | (teatro)  |
| 2009 - 2011      | 락시터                                                           | 1인 다역 (부산 공연)         | (musical) |
| 2008             | 내가 가장 예뻤을 때                                              | 상우                         | (teatro)  |
| 2006 - 2009      | 사랑에 관한 다섯개의 소묘                                        | 부산 공연                    | (musical) |
| 2006             | 브레멘 음악대                                                    | 당나귀 동키                  | (musical) |

## Discografía

### Conciertos
| Año  | Título                           | Notas    |
| ---- | -------------------------------- | -------- |
| 2015 | 내인생의 다이어리                | invitado |
| 2015 | 트루맨쇼 제 18회 - 날아라 오형제 |          |
| 2013 | 관객자리주쇼                     | invitado |